# Landi Kotal
Landi Kotal est une ville du Pakistan située dans la province de Khyber Pakhtunkhwa. Il est le chef-lieu du district de Khyber.